# Joanna Nittenberg
Joanna Nittenberg (* 1942 in Lemberg) ist eine österreichische Journalistin.

## Leben
Joanna Nittenberg wuchs als Flüchtlingskind in Wien-Leopoldstadt auf und war Mitglied im Hashomer Hatzair. Sie maturierte unter der Rektorin Minna Lachs am Mädchengymnasium in der Haizingergasse in Wien-Währing. 1970 schloss sie ihr Studium der Germanistik und Zeitungswissenschaften an der Universität Wien mit einer Dissertation über die publizistische Auseinandersetzung der Weltbühne mit der Weimarer Republik, unter besonderer Berücksichtigung von Kurt Tucholsky, ab. Nach der anschließenden Mitarbeit in der Kulturredaktion des ORF übernahm sie, zunächst gemeinsam mit Marta S. Halpert, die 1991 ausschied, die Leitung der Illustrierten Neuen Welt deren Chefredakteurin und Herausgeberin sie bis heute ist. Außerdem hält Nittenberg zahlreiche Funktionen in jüdischen und zionistischen Vereinen, ist etwa im Vorstand des Jüdischen Instituts für Erwachsenenbildung und der Österreichischen Freunde von Beit Hatefutsot. Joanna Nittenberg hat zwei Kinder.

## Veröffentlichungen
- Hrsg.: Wandlungen und Brüche : von Herzls "Welt" zur "Illustrierten Neuen Welt" 1897-1997, Edition INW, Wien 1997, ISBN 978-3-9500356-1-2.
- Hrsg. mit Angelika Hagen: Flucht in die Freiheit: österreichische Juden in Palästina und Israel, Edition INW, Wien 2006, ISBN 978-3-9500356-4-3.
- Hrsg. mit Benjamin Kaufmann: Trotz allem... Aron Menczer und die Jugendaliah, Edition INW, Wien 2013, ISBN 978-3-9500356-6-7.

## Ehrungen
- 2005: Goldenes Verdienstzeichen des Landes Wien[4]